# 张家湾镇 (北京市)
张家湾镇是中国北京市通州区下辖的一个镇。
明代，境内建有张家湾城。民国时期，张家湾镇、牛堡屯镇为通县下辖的六镇:3—4。1958年，设立张家湾公社、牛堡屯公社。全国普遍解散人民公社的1983年，改为张家湾乡、牛堡屯乡。1990年，改为张家湾镇、牛堡屯镇。1996年，张家湾镇面积51.6平方千米，人口3万人，下辖姚辛庄、里二泗等29个行政村；牛堡屯镇面积55平方千米，人口2.6万人，下辖前街、中街等28个行政村。2001年，牛堡屯镇并入张家湾镇。

## 行政区划
张家湾镇下辖以下地区：
北许场村、张辛庄村、上马头村、梁各庄村、土桥村、皇木厂村、南许场村、张湾镇村、张湾村、大高力庄村、上店村、贾各庄村、东定福庄村、西定福庄村、立禅庵村、宽街村、唐小庄村、施园村、里二泗村、烧酒巷村、瓜厂村、马营村、何各庄村、牌楼营村、齐善庄村、南姚园村、大辛庄村、枣林庄村、姚辛庄村、中街村、前街村、后街村、苍头村、十里庄村、南火垡村、三间房村、样田村、垡头村、陆辛庄村、北大化村、大北关村、小北关村、南大化村、柳营村、高营村、坨堤村、西永和屯村、东永和屯村、王各庄村、苍上村、后坨村、后青山村、前青山村、后南关村、前南关村、北仪阁村和小耕垡村。

## 古迹
张家湾有琉球國墓地遺址，琉球國貢使、官生、陳情使、都通官等14人埋葬於此。

## 张家湾设计小镇
规划的张家湾设计小镇位于城市绿心森林公园南侧，是北京城市副中心“十四五”规划中“一城一带一轴、四区三镇多点”的三个特色小镇之一。